# Saint-Martin-du-Bois (Gironda)
 Saint-Martin-du-Bois  (en occitano Sent Martin deu Bòsc) es una población y comuna francesa, situada en la región de Aquitania, departamento de Gironda, en el distrito de Libourne y cantón de Guîtres.

## Demografía
| 443 | 403 | 384 | 441 | 529 | 590 |
| Para los censos de 1962 a 1999 la población legal corresponde a la población sin duplicidades (Fuente: INSEE [Consultar]) |     |     |     |     |     |